# Madrasostes tonkinensis
Madrasostes tonkinensis är en skalbaggsart som beskrevs av Renaud Maurice Adrien Paulian 1945. Madrasostes tonkinensis ingår i släktet Madrasostes och familjen Hybosoridae. Inga underarter finns listade i Catalogue of Life.